# Droga wojewódzka 237
Die Droga wojewódzka 237 (DW 237) ist eine polnische Woiwodschaftsstraße innerhalb der beiden Woiwodschaften Pommern und Kujawien-Pommern. Sie verläuft in Nord-Süd-Richtung durch den nördlichen Teil des Tucholski Park Krajobrazowy (Tucheler Landschaftspark) und verbindet auf einer Länge von 48 Kilometern den Powiat Chojnicki (Kreis Konitz) mit dem Powiat Tucholski (Kreis Tuchel) und dem Powiat Bydgoski (Kreis Bromberg). Gleichzeitig stellt sie ein Bindeglied dar zwischen den Landesstraßen DK 22 (ehemalige deutsche Reichsstraße 1) und DK 25 und den Woiwodschaftsstraßen DW 240 und DW 241.

## Straßenverlauf
Woiwodschaft Pommern
- Powiat Chojnicki (Kreis Konitz):
  - Czersk (1942–45 Heiderode) (→ DK 22: Kostrzyn nad Odrą (Küstrin)/Deutschland – Grzechotki (Rehfeld)/Russland)
  - Dąbki (Schönberg)

Woiwodschaft Kujawien-Pommern
- Powiat Tucholski (Kreis Tuchel):
  - Legbąd (Legbond)
  - Klocek (Klotzek)
  - Wielka Komorza (Groß Komorze, 1942–45 Waldkammer)
  - Kiełpin (Kelpin)
  - Tuchola (Tuchel) (→ DW 240: Świecie (Schwetz (Weichsel)) – Chojnice, und DW 241: Rogoźno (Rogasen) – Tuchola)

- X PKP-Strecke 208: Działdowo (Soldau) – Chojnice (Konitz) X
  - Łyskowo (Liskau)
  - Gostycyn (Liebenau)

- X ehemalige PKP-Strecke 241: Tuchola – Koronowo (C(K)rone a.d. Brahe) X
  - Kamienica (Kamnitz)
  - Pruszcz (Prust)

- X ehemalige PKP-Strecke 240: Świecie (Schwetz (Weichsel)) – Złotów (Flatow) X
- Powiat Bydgoski (Kreis Bromberg):
- X ehemalige PKP-Strecke 241 (wie oben) X
  - Mąkowarsko (Monkowarsk) (→ DK 25: Bobolice (Bublitz) – Gęsia Gorka)